# Brac italià

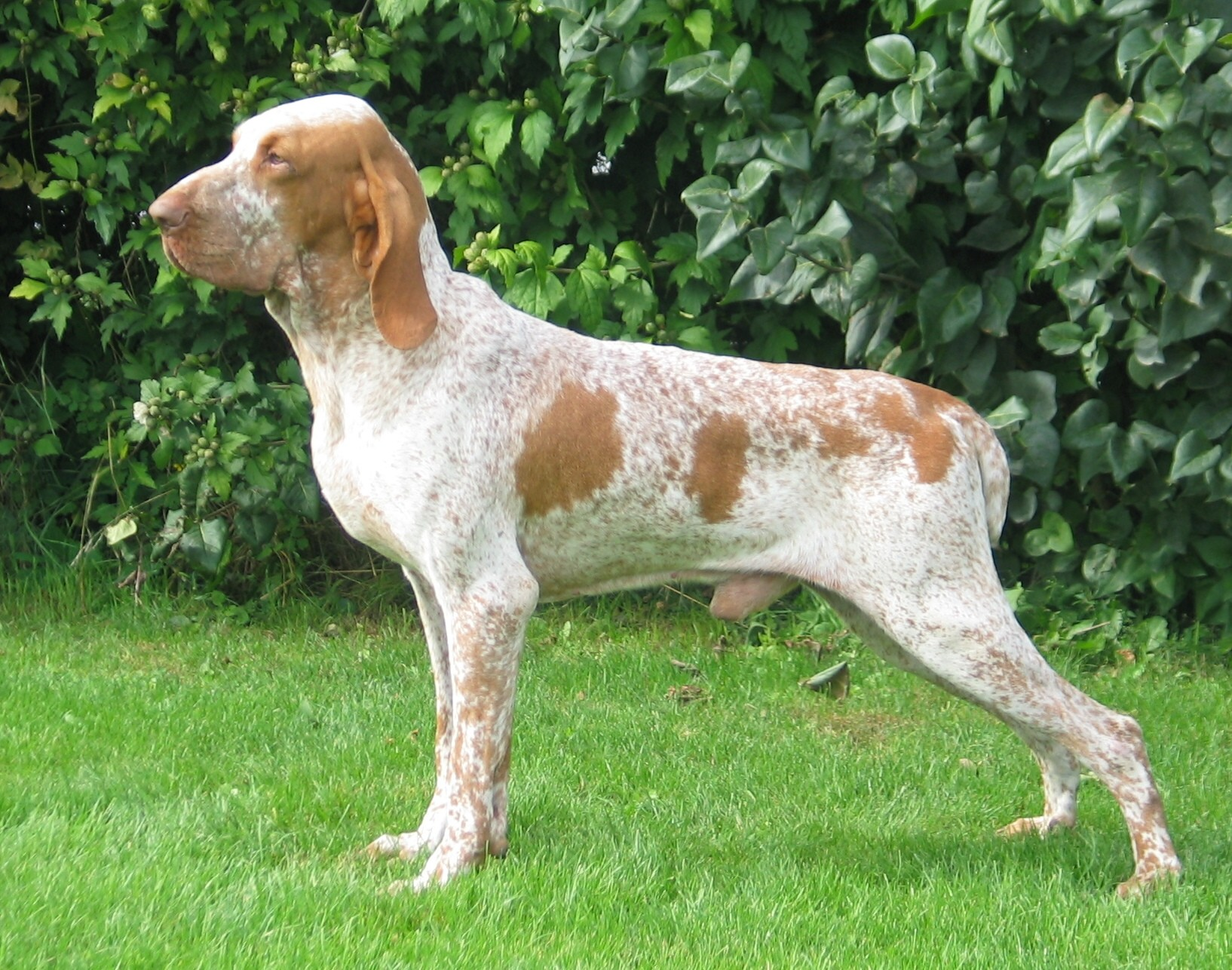
Brac italià blanc-taronja

El brac italià és una raça de gos de caça originària del nord d'Itàlia.
Existeixen dues varietats, una del Piemont i una altra de la Llombardia. Avui la raça és una i el seu estàndard va ser decidit el 1949 per la Societat d'Amics del Brac Italià a la ciutat llombarda de Lodi.

## Història
Seleccionat i apreciat per la seva qualitat de caça, ja al segle 15°, va ser exportat des d'Itàlia a la cort del rei de França.
Després d'un període de declivi des de finals del segle xix° i principis del segle 20°, en els últims cinquanta anys, el Bracco Italià va viure una nova distribució i torna totalment regenerada avui després de seleccions molt precises que han salvat les característiques originals.
Com a informació històrica és important recordar el treball realitzat pel destacat criador i jutge internacional de gossos Paolo Ciceri, qui abans i després de la Segona Guerra Mundial va realitzar un treball profund amb la raça per mantenir el seu estàndard.
El Commendatore Ciceri va ser president i un dels fundadors de S.A.B.I. i és considerat pare del brac italià. Alguns dels seus exemplars van ser introduïts a Amèrica pel seu fill Giancarlo (Nini) Ciceri, que hoy mora en Xile.
El continuador de la línia braccofila de Paolo Ciceri fue Giovanni Pietro (Gian Piero) Grecchi de Caselle Landi.
La S.A.B.I. inclou quase tots els membres e Europa (Itàlia, principalment, però també França, els Països Baixos, Dinamarca, Finlàndia i Bèlgica). També registra al Regne Unit, Espanya, Portugal, EUA, Canadà, Brasil, Uruguai, Colòmbia, Xile i Japó.

## Mantos (pigments)
El pelatge del Braco italià es divideix principalment dos lineas, blanc-taronja i el melat-marró.
Esxcluidas són del'estàndard de la raça las focaturas (bronzejat), lineas de color de altros pierros.

## Imatges

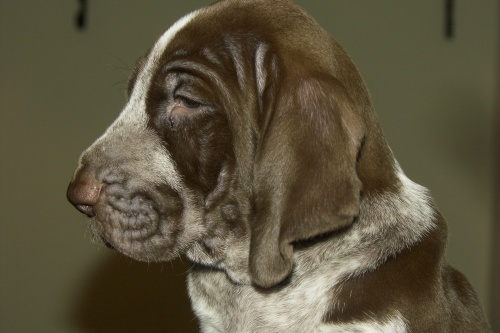
Brac de color roano-marrone
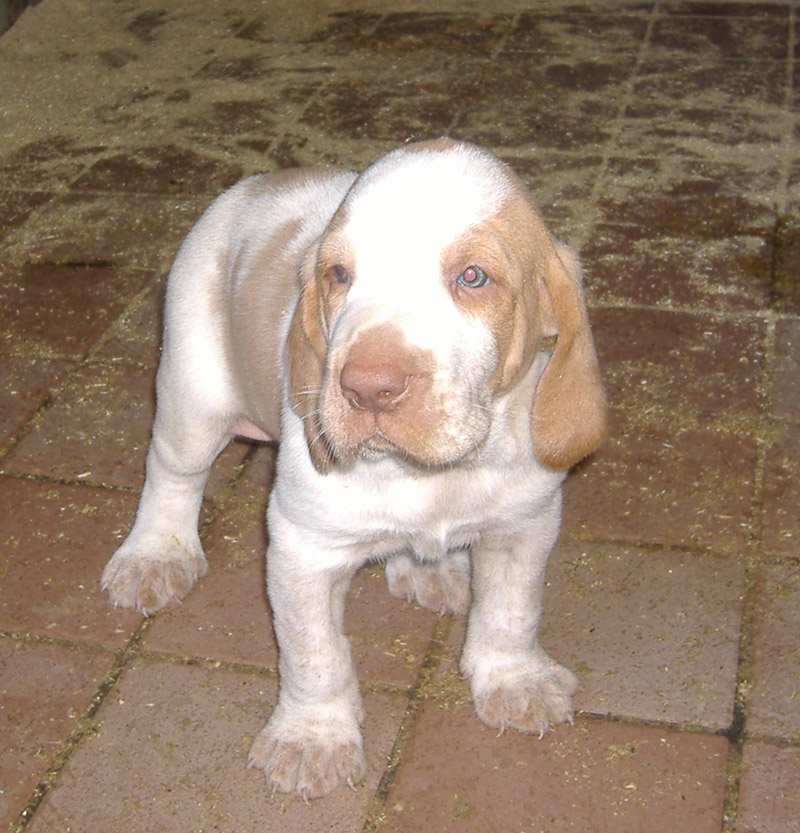
Brac de color bianco-arancio
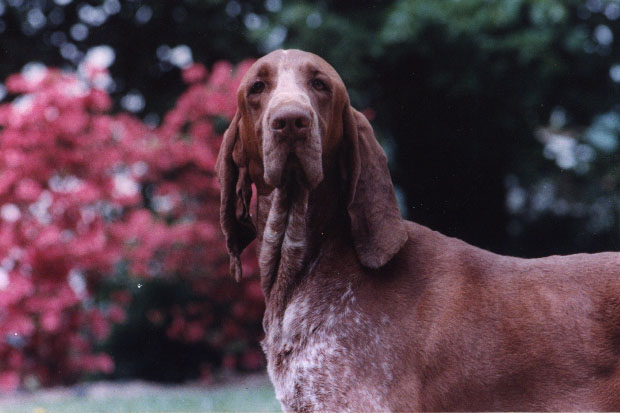
Frontal solemne típic